# Piczajewo (rejon piczajewski)
Piczajewo (ros. Пичаево) – wieś (sieło) w Rosji, w obwodzie tambowskim, ośrodek administracyjny rejonu piczajewskiego. W 2010 liczyła 3407 mieszkańców.

## Urodzeni
- Teodozjusz (Wasniew) – rosyjski biskup prawosławny.